# Scarpa

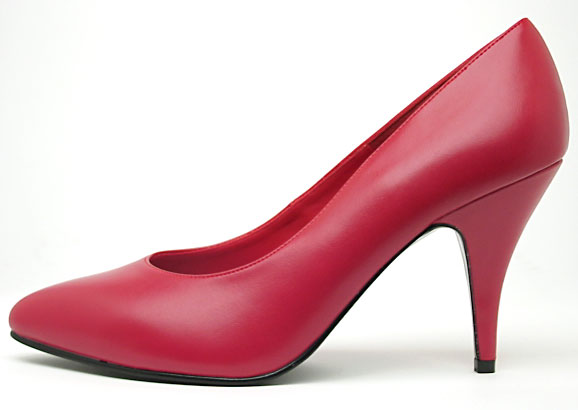
Scarpa femminile con tacco alto

La scarpa è un accessorio del vestiario, che riveste e protegge il piede e permette a chi lo indossa di camminare più facilmente su ogni superficie. È solitamente realizzata in stoffa, cuoio o vari materiali sintetici ed è costituita da una parte inferiore che poggia a terra, la "suola", e da una parte superiore più o meno estesa, detta "tomaia", che ricopre il dorso del piede fino all'incirca all'altezza del malleolo (poco più in basso nel caso di scarpe basse e poco più in alto nel caso di scarpe alte). Una scarpa può avere la suola piatta o essere dotata di un tacco, che conferisce una maggiore altezza a chi la indossa. La tomaia può essere dotata di una stringatura o altro mezzo (ad esempio fibbia o elastico) che permette alla calzatura di aderire più strettamente al piede che la indossa.

## Etimologia
Il termine "scarpa" deriva dall'antico francese escarpe (da escarpin, "zoccolo"), che trova corrispondenze nell'inglese antico scarp, dal germanico skarpr, dal sassone scearp, a loro volta dalla radice skar(p)- ("tagliare"); un utilizzo della radice si può ritrovare anche nell'islandese skrapa, nel sassone screpan, nell'inglese to scrape (lett. "raschiare"), nell'alto-tedesco antico scrëvon, nei latini scalpere ("incidere") e sculpere ("scolpire"). "Scarpa" riguarda, quindi, qualcosa di "acuto", quasi "tagliente", in riferimento alla parte finale della calzatura (cioè la "punta").
La voce tardo latina scarpis, da cui discende il termine italiano "scarpa", fu introdotta per la prima volta dal monaco benedettino Goffredo Malaterra, che definì con questo nome il particolare tipo di calzatura usato da fanti mercenari slavi (sclavi), al seguito di Roberto il Guiscardo.
Probabilmente Malaterra ritenne che l'espressione slava "карпа" (karpa), roccia, significasse scarpa, ignorando che essa voleva indicare i percorsi rocciosi che gli sclavi attraversavano proteggendo i piedi con quei calzari.
(Goffredo Malaterra De rebus gestis Rogerii Calabriae et Siciliae comitis et Roberti Guiscardi ducis fratris eius, Liber I, Caput XVI)

## Storia
Le prime scarpe furono fatte in epoca preistorica con pelli di animale o con legno; il più antico paio di scarpe finora ritrovato risale a circa 9000 anni prima di Cristo: fu reperito negli Stati Uniti ed è in materiale vegetale. Nelle regioni temperate le scarpe erano molto semplici (simili a moderni sandali), mentre nelle regioni fredde si usavano scarpe rivestite. 
Testimonianze preistoriche di primitive calzature sono alcuni graffiti spagnoli risalenti a 15.000 anni fa. Le prime calzature erano aperte, esemplari di sandali in fibra vegetale creati fra i 7.000 e i 10.000 anni fa, sono stati ritrovati negli Stati Uniti (Oregon e Missouri) e anche in Israele. La scarpa chiusa risalirebbe a 5.000 anni fa, come quella che portava Ötzi, la Mummia del Similaun, fatta con corde vegetali, pelle di cervo, cuoio, imbottitura di fieno. Un altro ritrovamento, del 3500 avanti Cristo, è stato fatto in Armenia, nella regione Vajotz Dzor. Qui in una caverna è stato trovato un "mocassino", una calzatura di cuoio, trattata con grasso, con i lacci per la chiusura e con imbottitura di erbe.

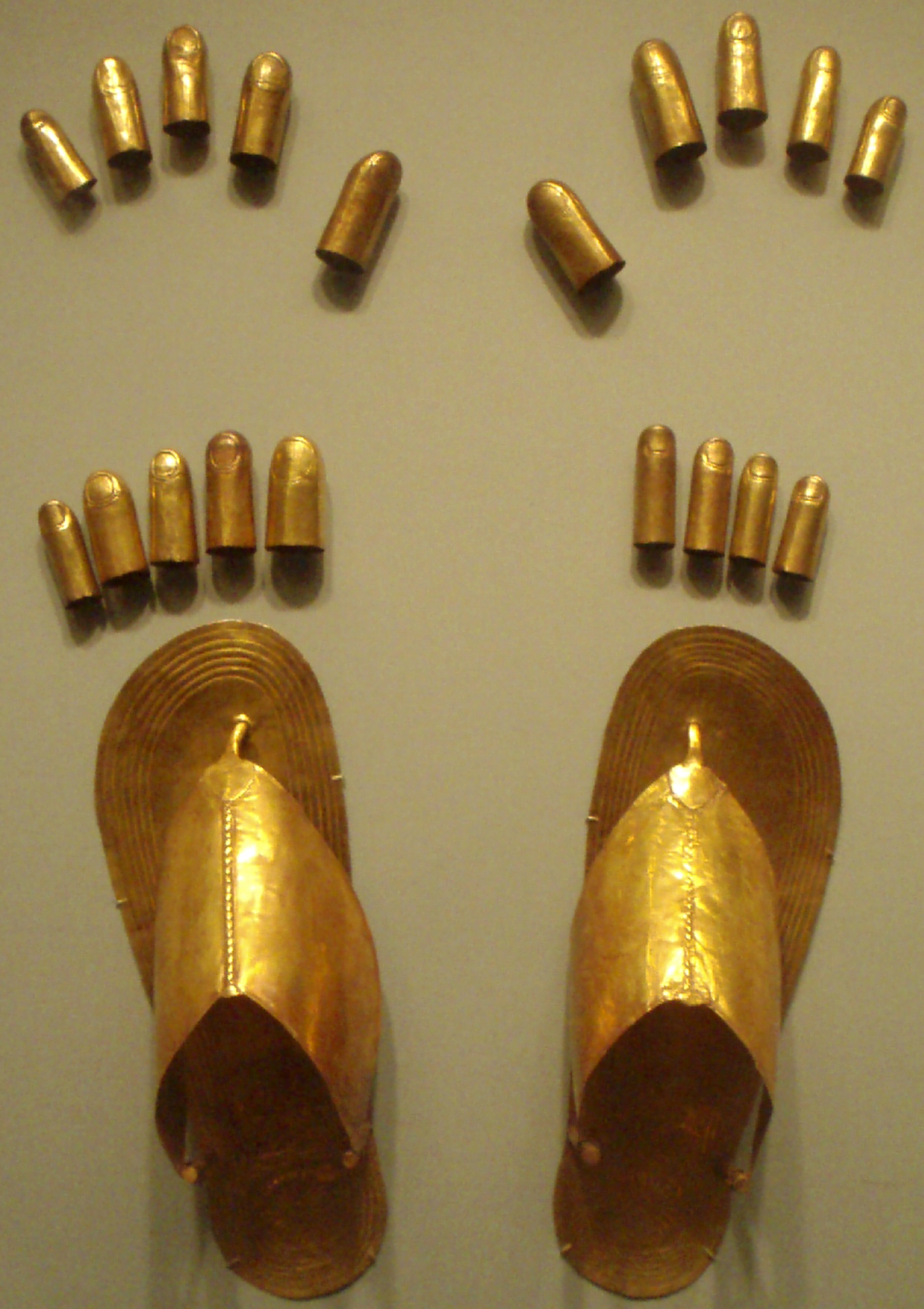
Sandali egizi (e copridita preziosi) 1479-1425 A.C.
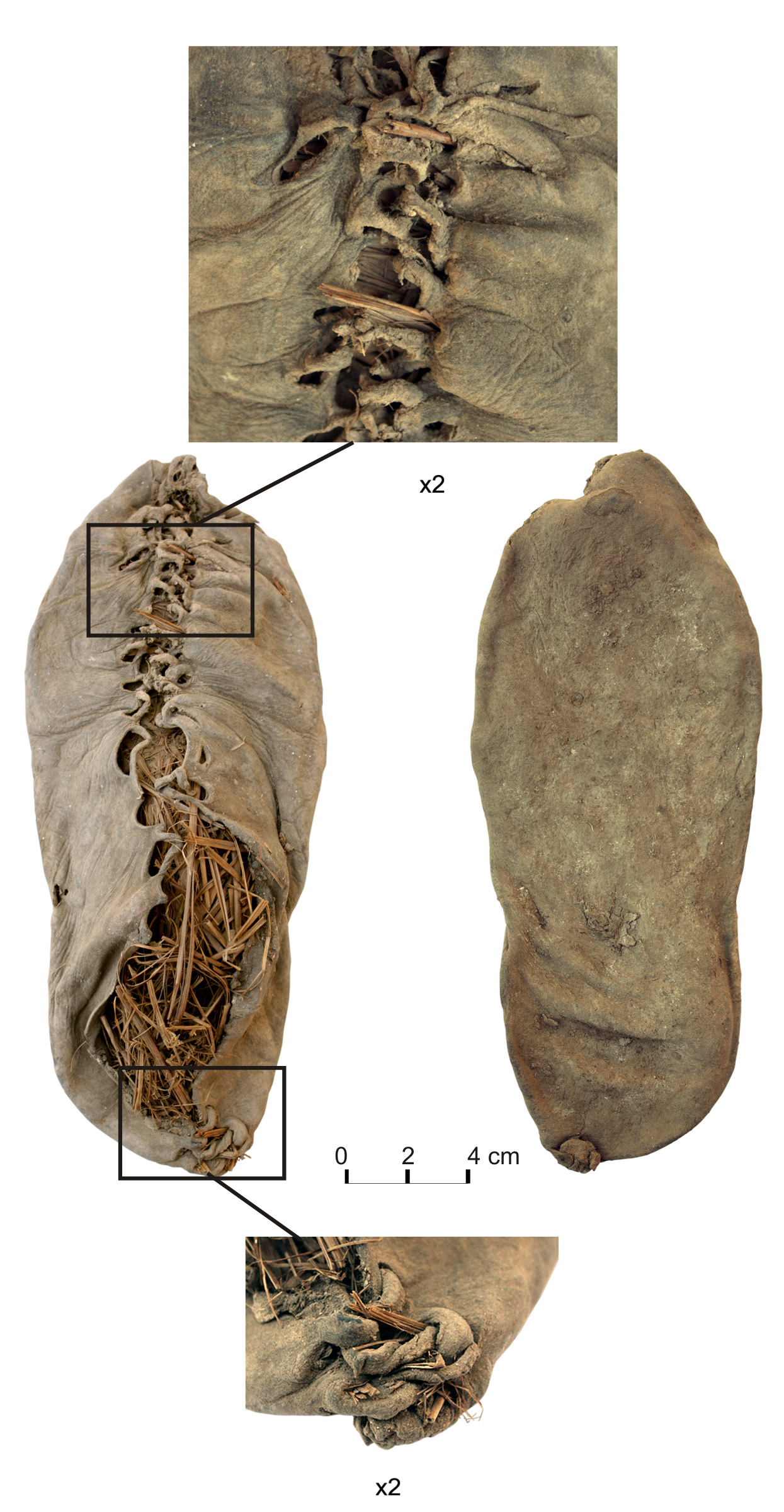
Scarpa del periodo calcolitico (IV-II millennio A.C.)
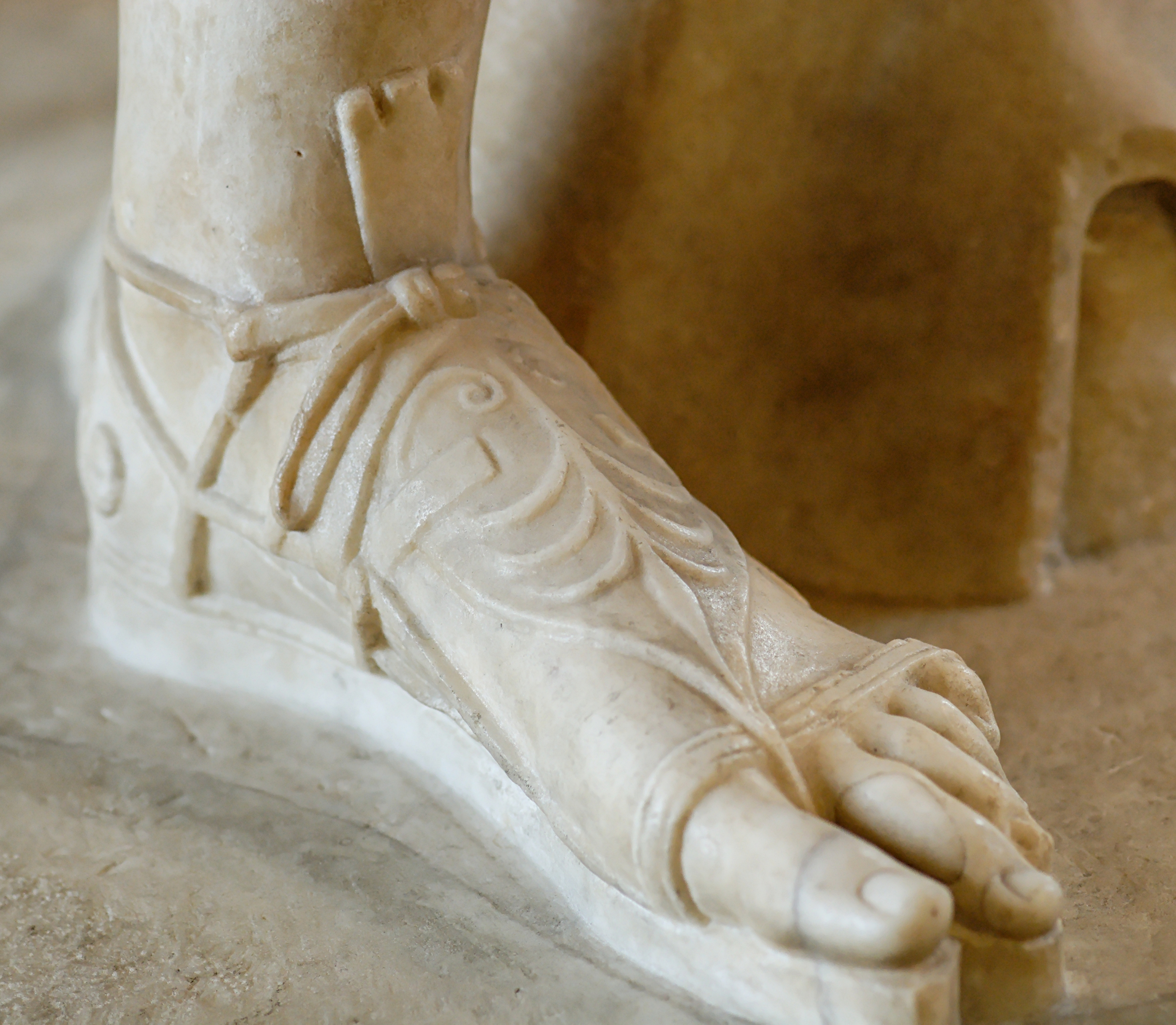
Sandalo Grecia antica
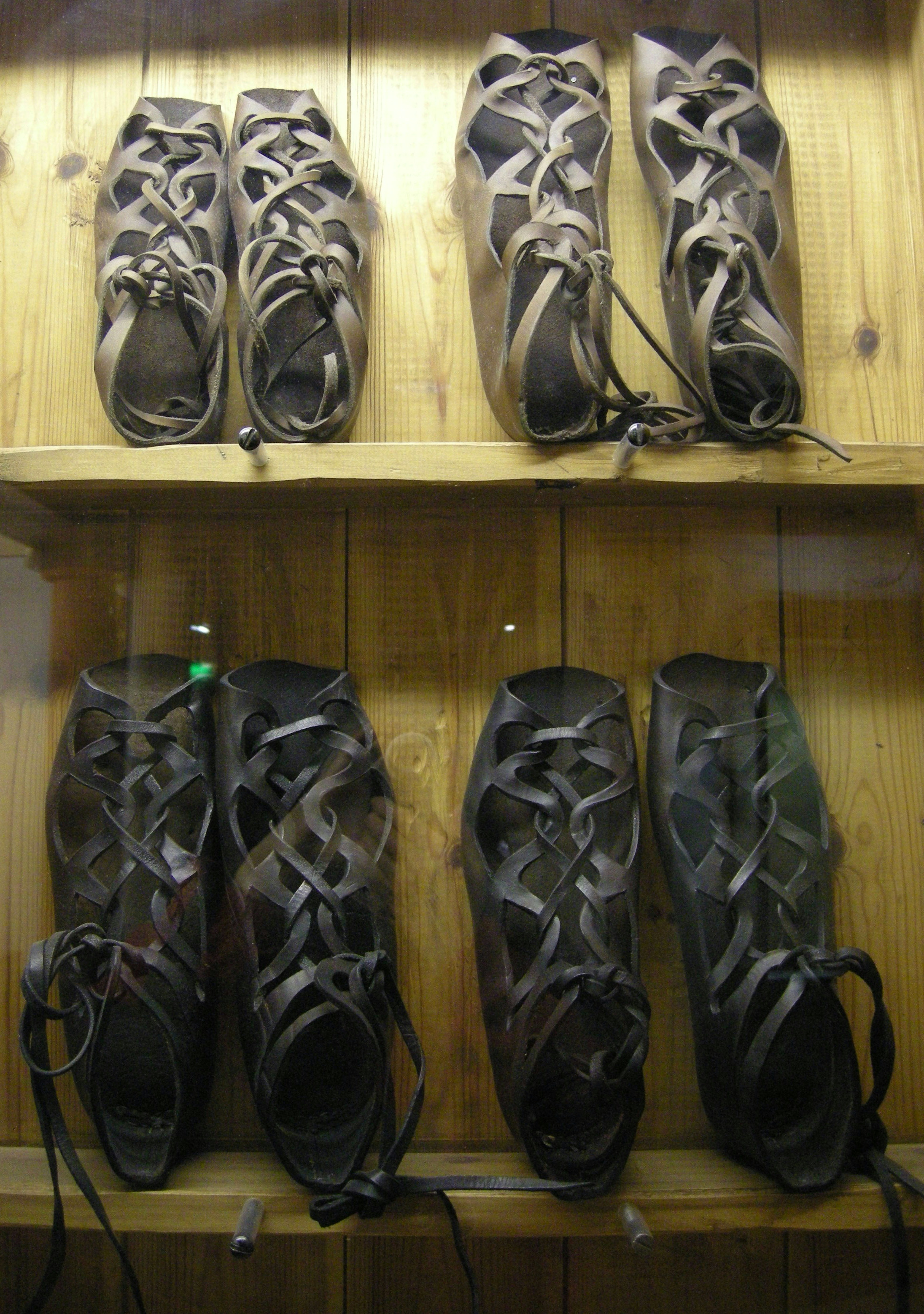
Ricostruzione di sandali romani

In epoca storica le scarpe divennero di uso comune: la prima attestazione, di cui si abbia testimonianza, risale al periodo egizio e, più precisamente, all'Antico Regno; è visibile nella cosiddetta "tavoletta di Narmer", che prende nome dal faraone (mitologico) Narmer; su uno dei due lati della tavoletta, di scisto verde scuro, si nota un servo che porge al faraone un paio di sandali; la tavoletta è datata intorno al 3000 a.C.
Intorno al 1300 a.C. gli Ittiti inventarono il sandalo a punta ricurva, mentre è risaputo che i popoli del deserto avessero già sandali infradito, con suola molto larga per non affondare nella sabbia.
Gli antichi greci usavano i "sandali" e gli ὑποδήματα ("hypodémata": suole che si allacciavano sotto il piede).
Quanto agli antichi Romani, come si vede in dipinti ed affreschi, le scarpe più diffuse erano i sandali; le fonti iconografiche e storiche ci hanno tramandato che essi potevano sfoggiare più di una ventina di tipi di calzature differenti e già seguivano le tendenze della moda.
Nel medioevo la popolazione comune portava scarpe di legno (zoccoli), di pelle oppure semplici pezze di stoffa, che venivano avvolte intorno al piede.

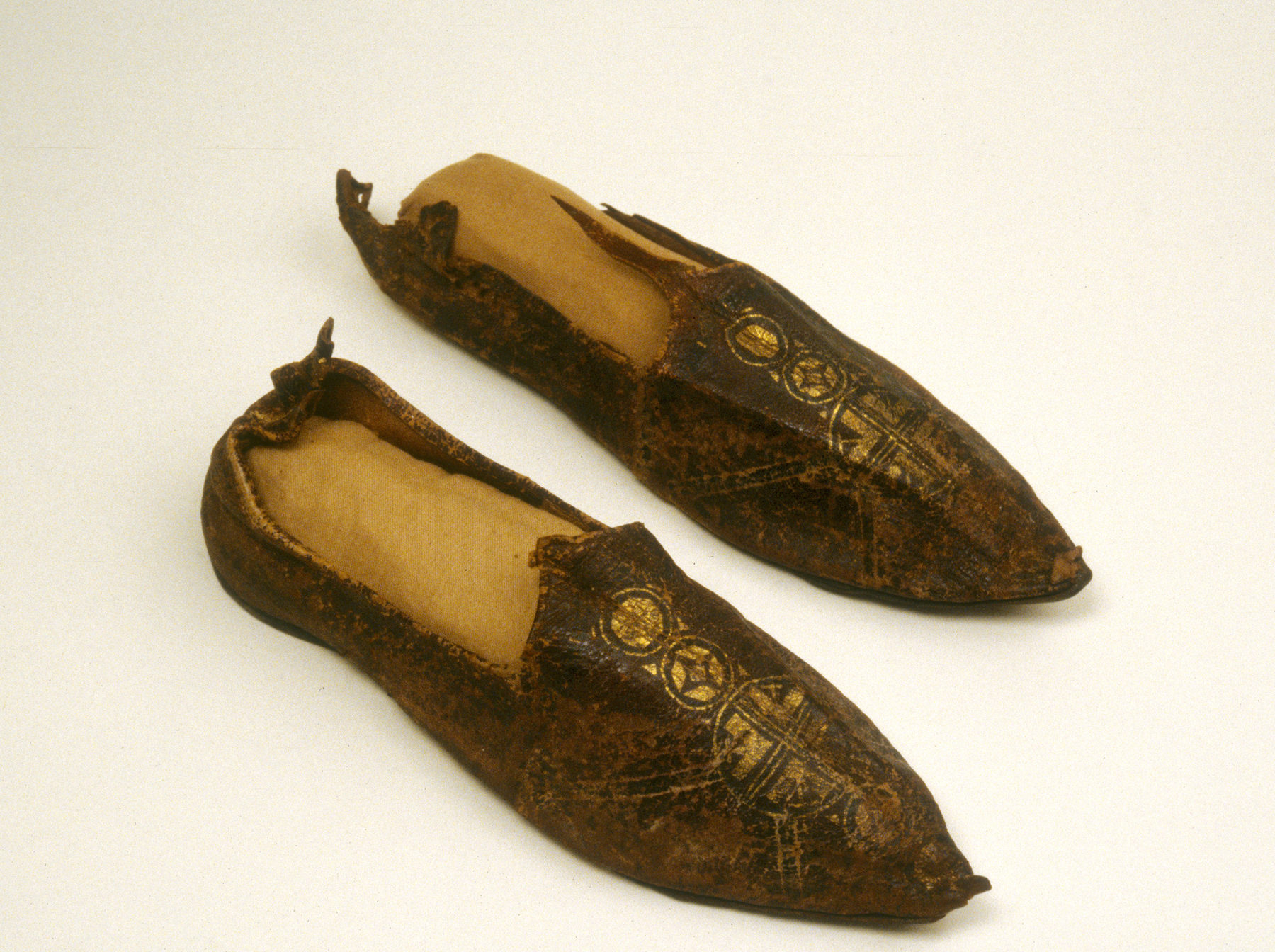
Scarpe bizantine
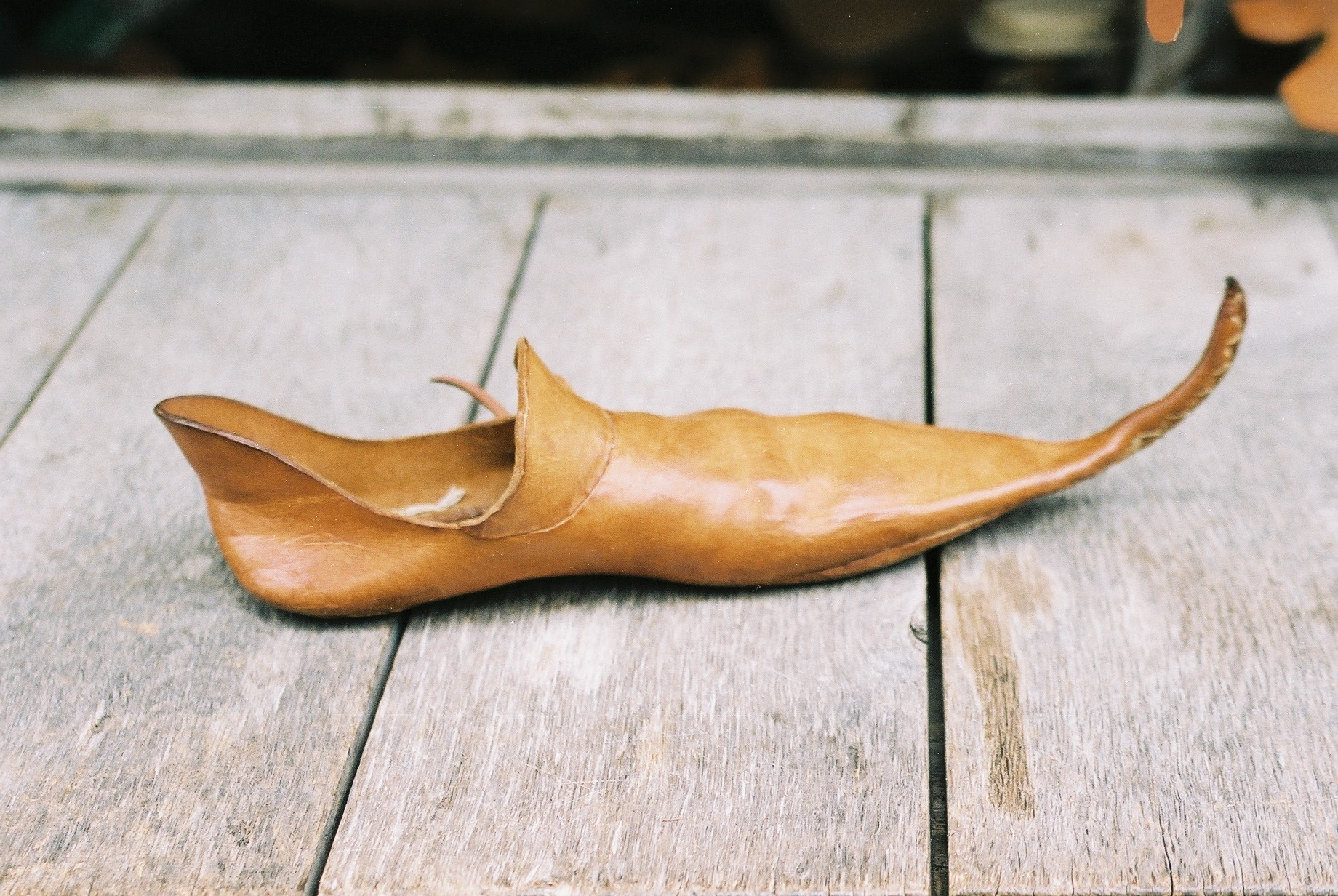
”Poulaine” medievale
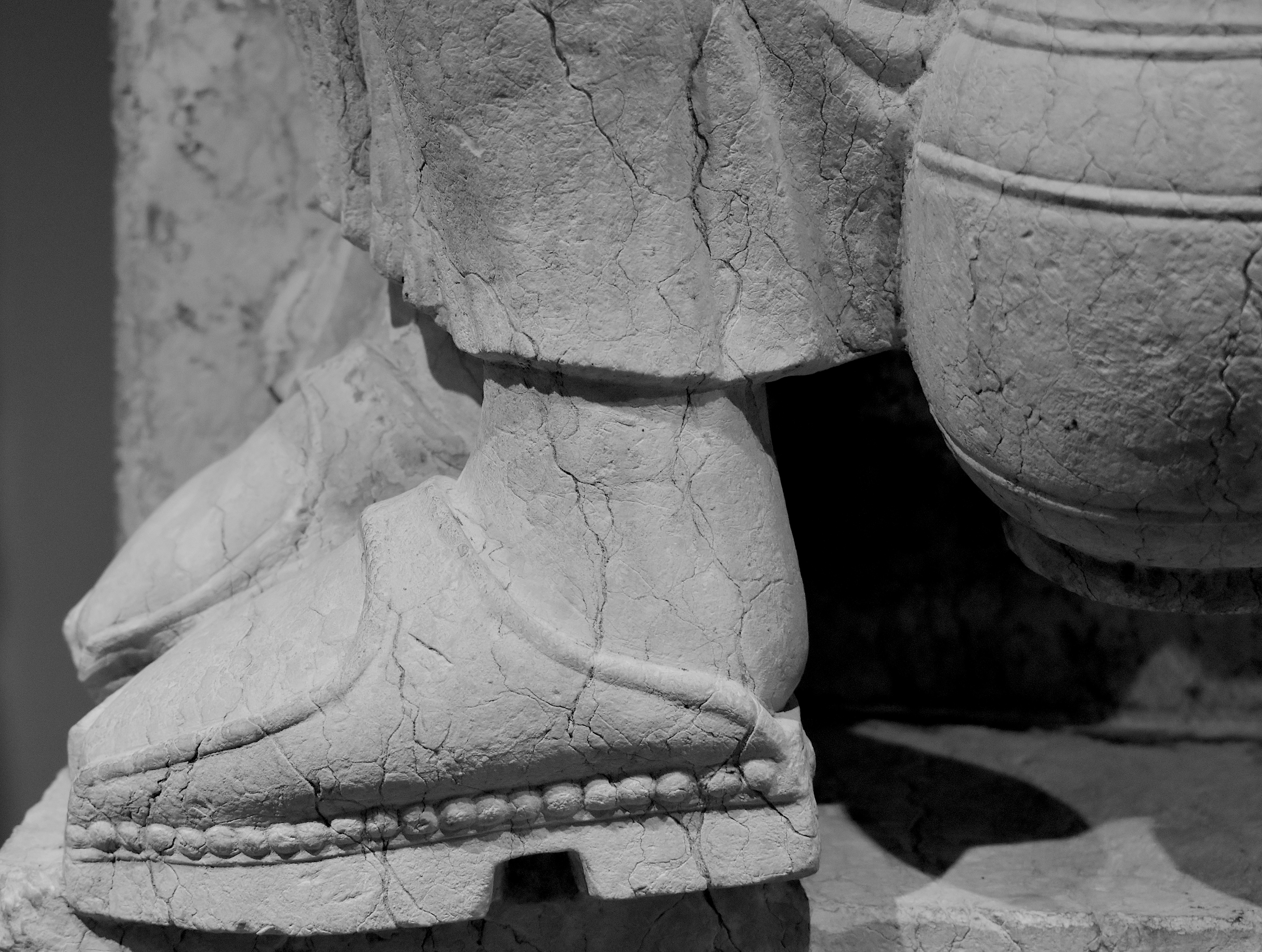
Scarpa medievale invernale 1225-1228
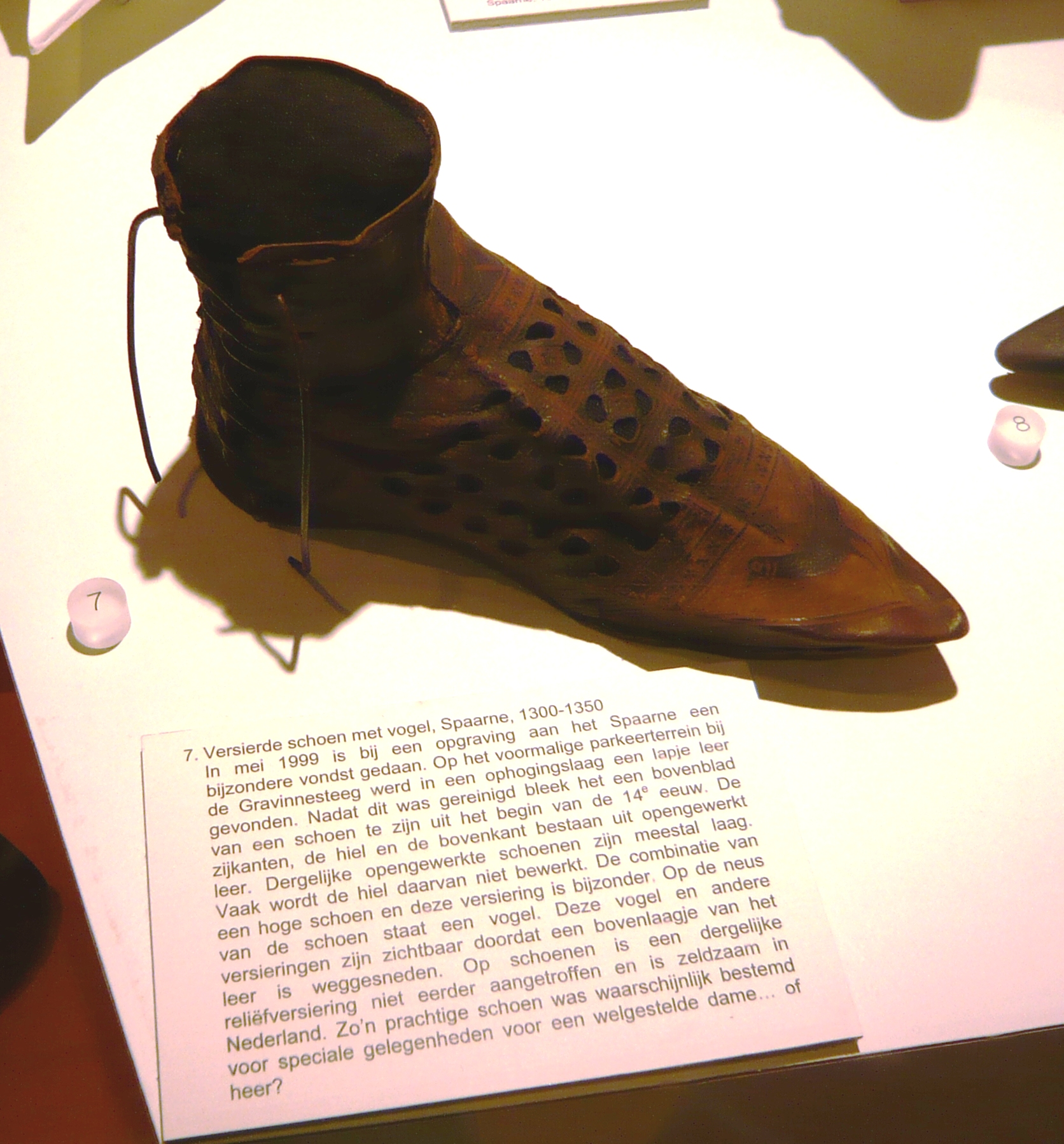
1300-1350
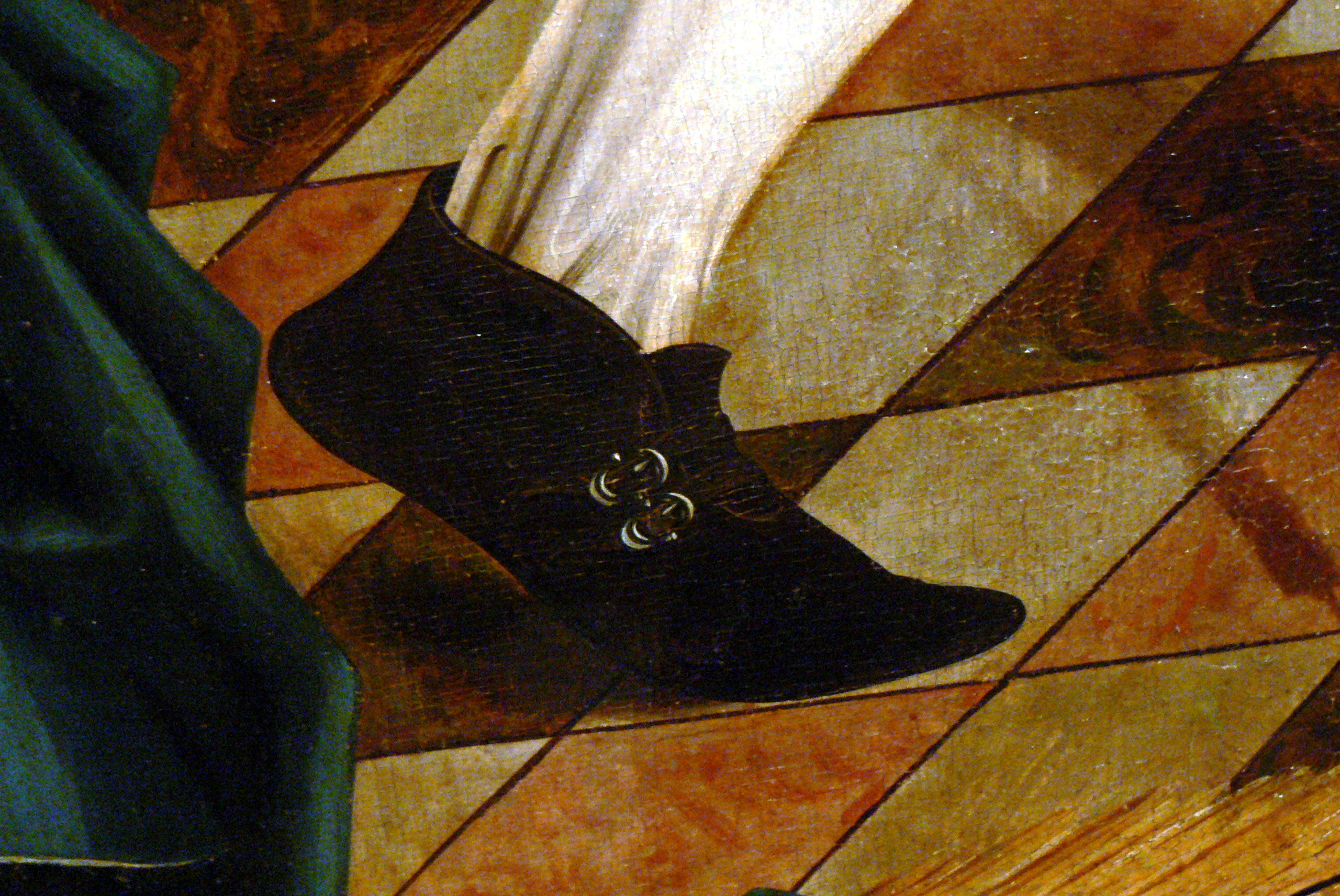
1400 circa
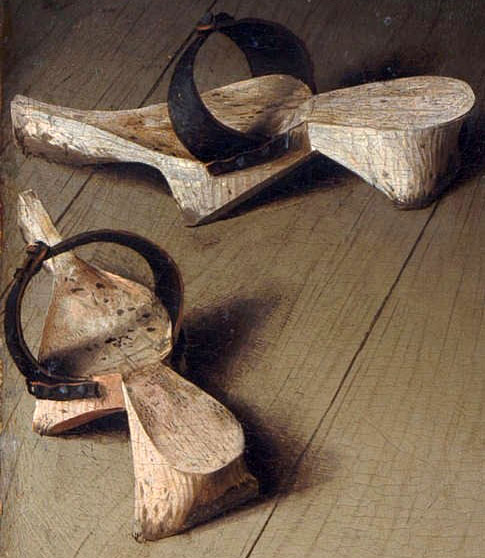
Pattìni del 1434
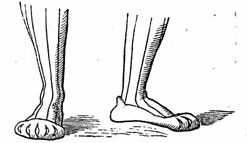
Scarpe "a piede d'orso" o "a becco d'anatra" 1530 circa

Nel XIV secolo, in Inghilterra e Francia, si affermarono le poulaine, scarpe della nobiltà con la punta di lunghezza superiore ai 15 cm; la punta era tanto più lunga, quanto più nobile era la persona che le indossava. Questa moda si dice sia tramontata alla fine del XV secolo con Carlo VIII di Valois, Re di Francia, in quanto, avendo sei dita, egli doveva portare scarpe dalla punta tronca. Si diffusero così le calzature "a piede d'orso" e "a becco d'anatra", la cui punta poteva giungere a 15 cm di larghezza.
Tra il XIV secolo e il XVII secolo furono molto diffuse in Europa le pianelle (o chopine), calzature a forma di pantofola con zeppa, di sughero o legno, che poteva raggiungere uno spessore anche di 50 cm.
Nel XVII secolo in Europa le scarpe vennero disegnate con tacchi alti, sia per gli uomini che per le donne, essendo state portate in auge dal Re Sole, che era piccolo di statura. Il tacco alto è rimasto fino ad oggi nelle calzature femminili, restando invece talvolta solo di misura bassa in quelle maschili.

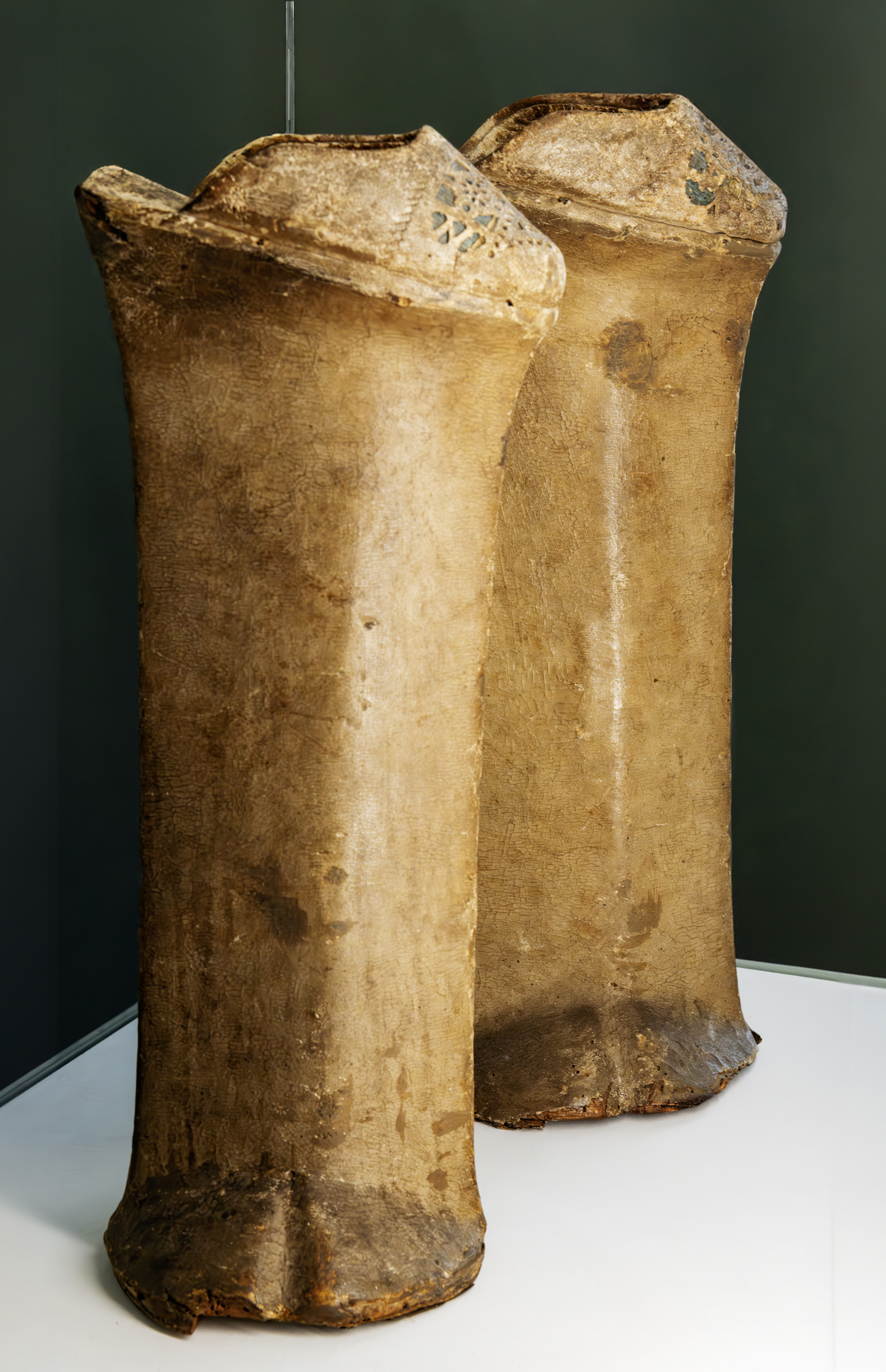
Calcagnetti Scarpe veneziane con pattìno, 1500 circa
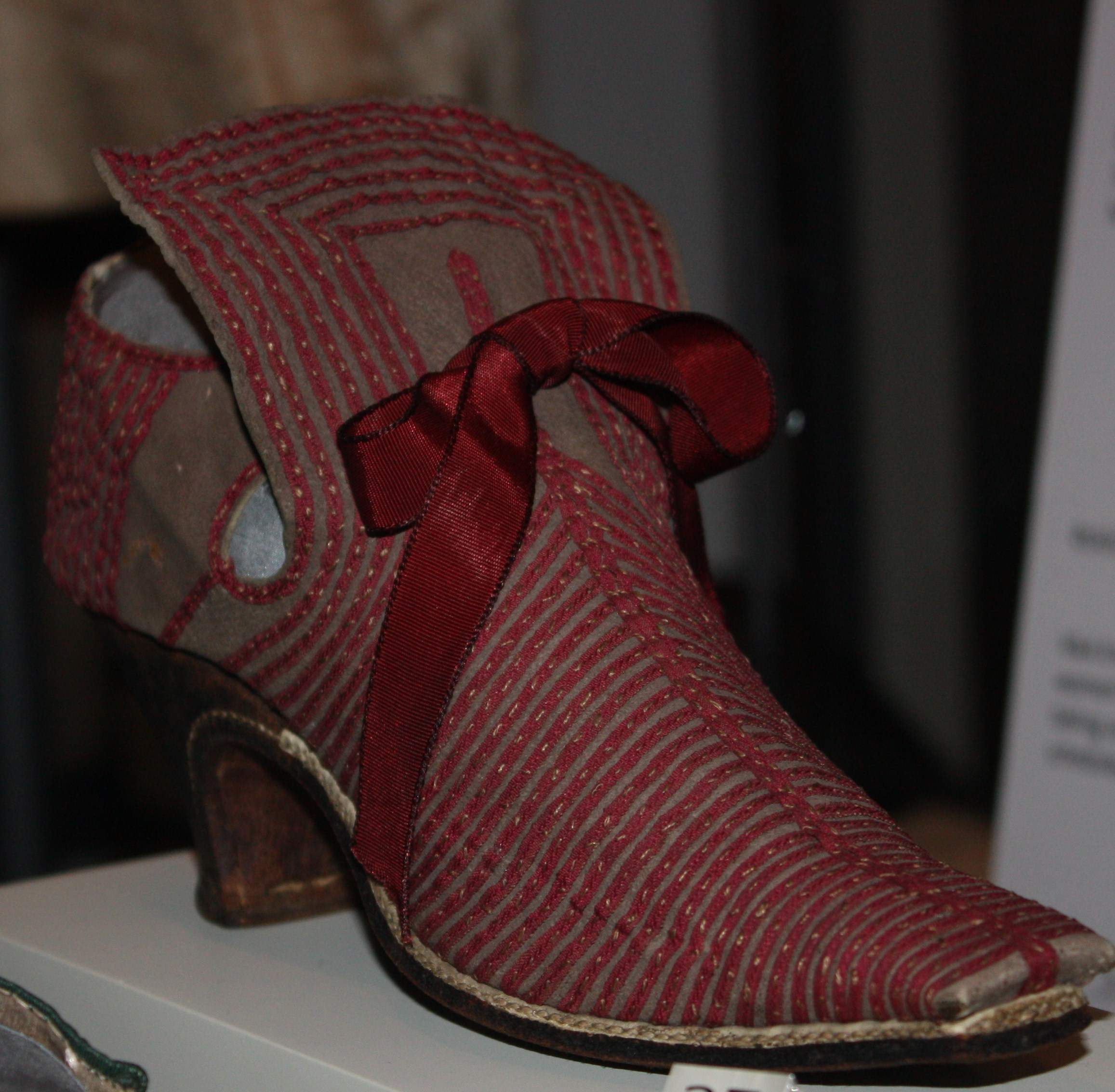
1670
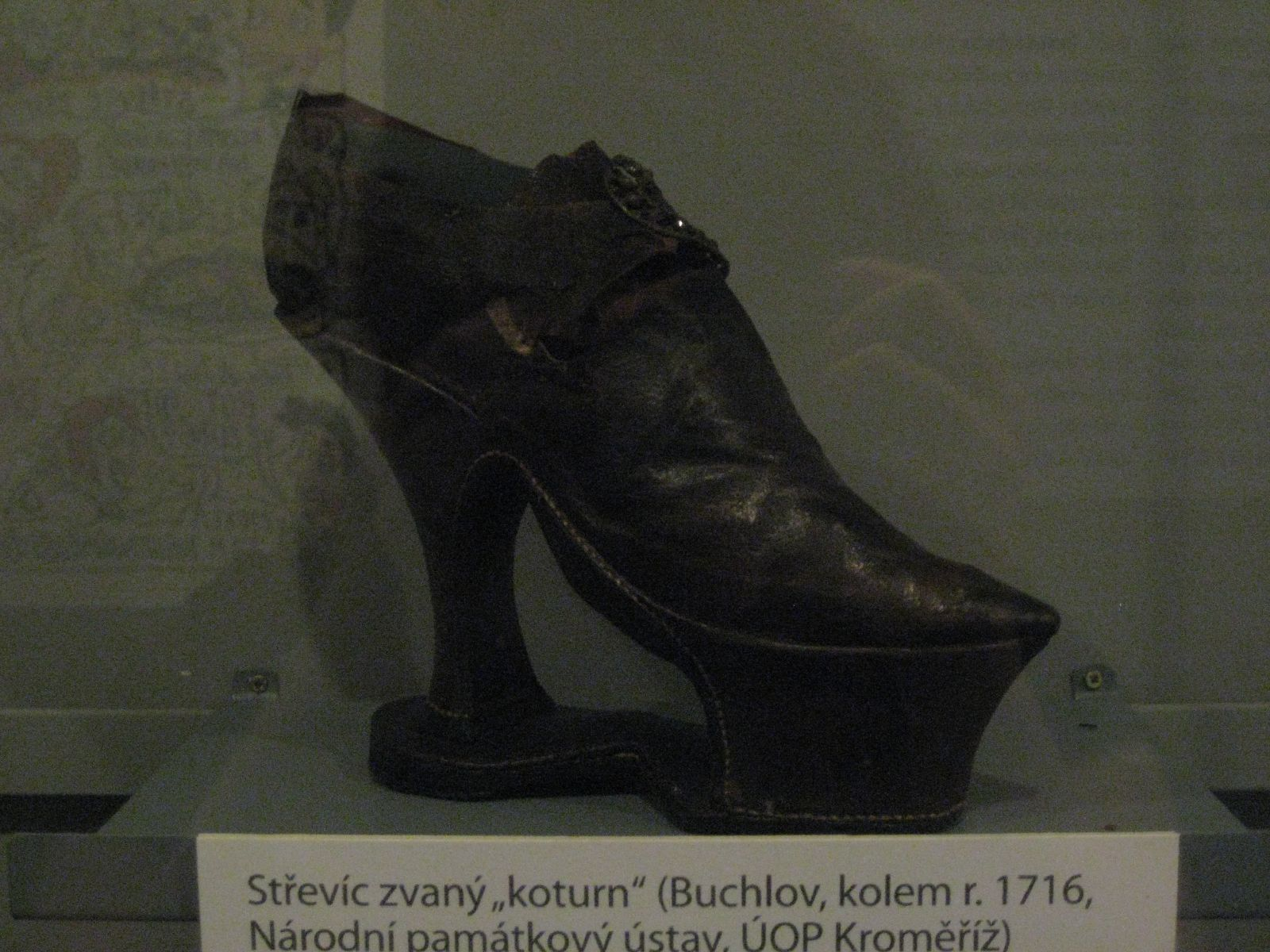
Chopine 1716
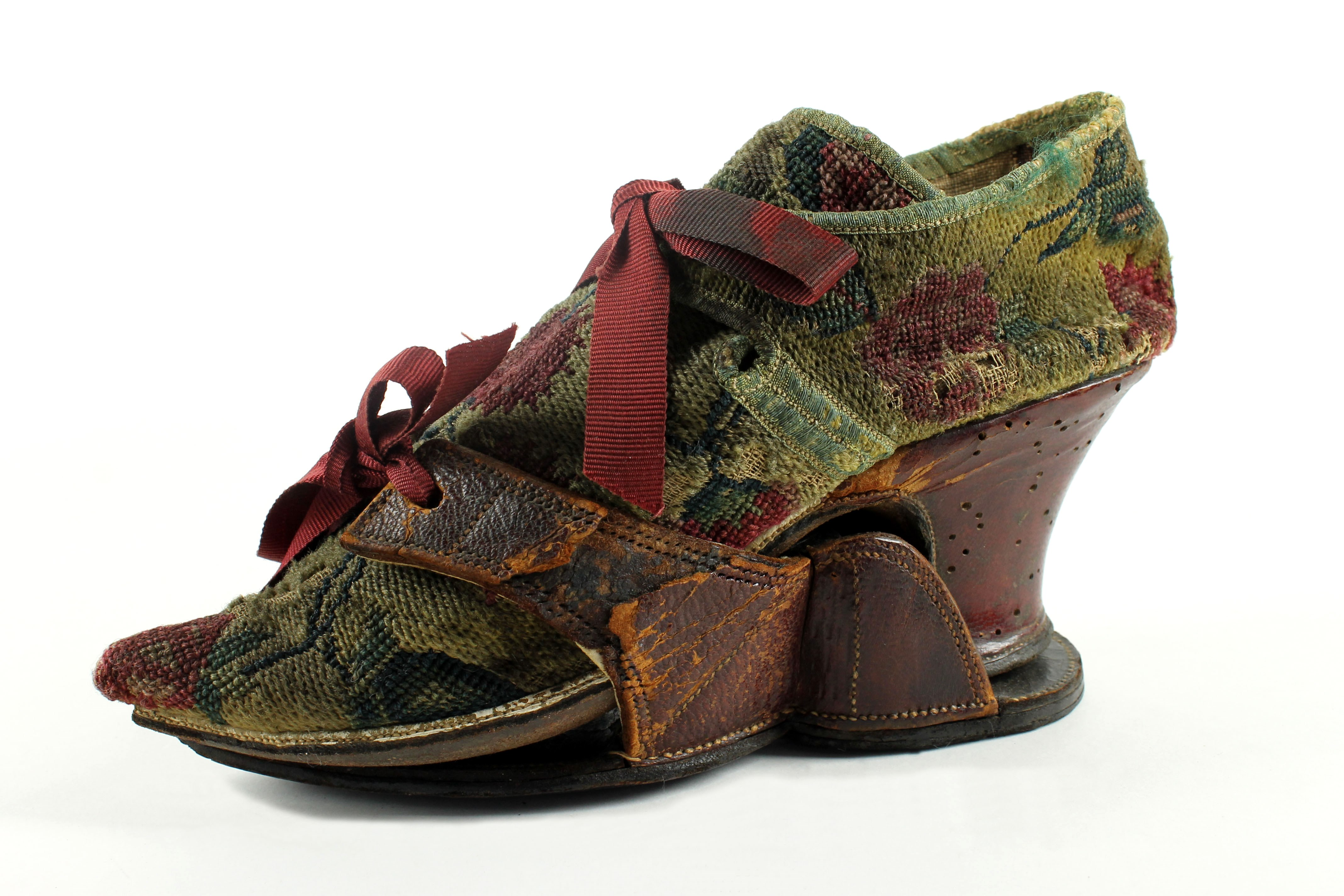
Calzatura "col pattìno" in broccato. Venezia, inizio XVIII secolo
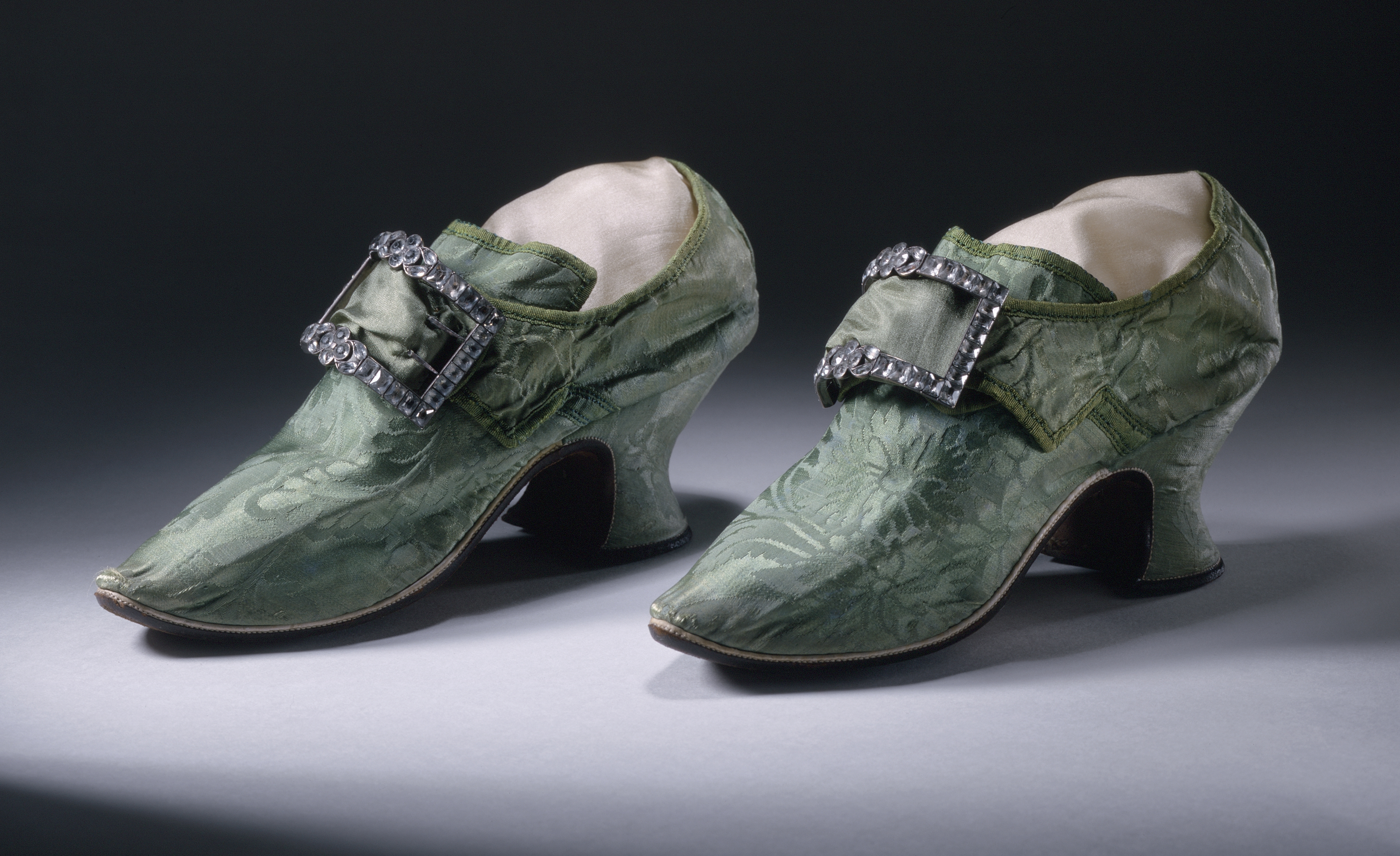
1740
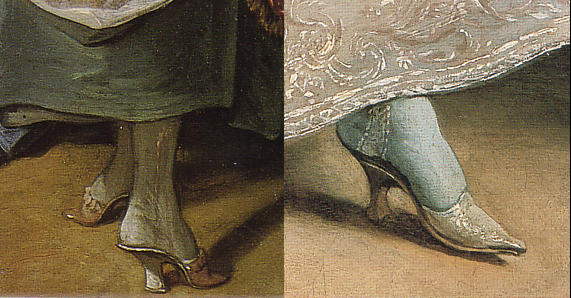
“Mules” del 1750
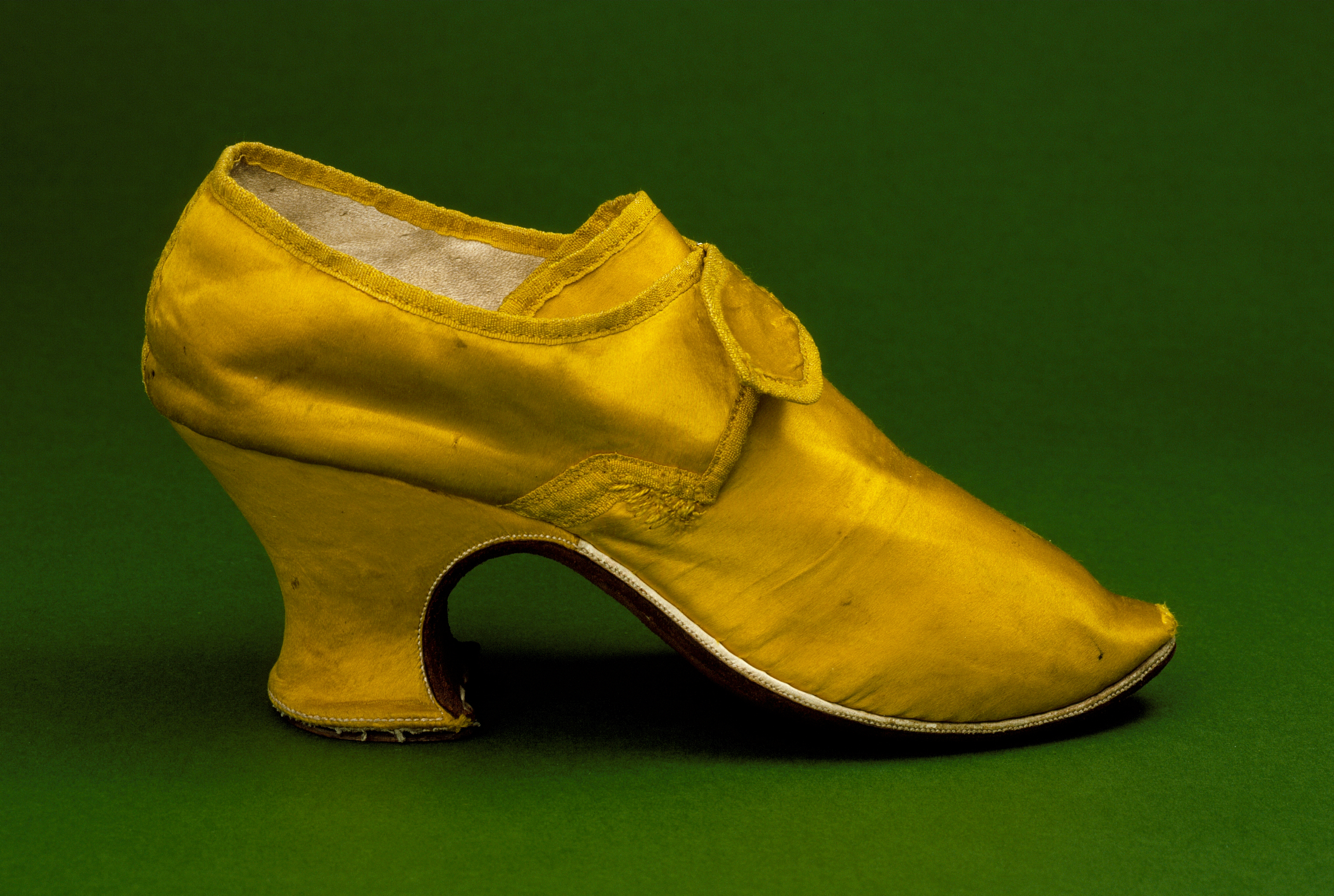
1760

Nel XVIII secolo a Venezia si affermò invece la scarpa "col pattìno", una sorta di ciabatta-involucro, che serviva per non sporcare la scarpa vera nei tragitti da casa a casa; una volta giunti a destinazione, questo veniva sfilato e riutilizzato solo al momento dell'uscita.
Con l'inizio dell'Industrializzazione nel XIX secolo, le scarpe furono prodotte in serie in fabbrica; in questo periodo nacque anche la moda degli stivali corti. Oggi buone scarpe sono alla portata della maggior parte della popolazione nei paesi industrializzati.

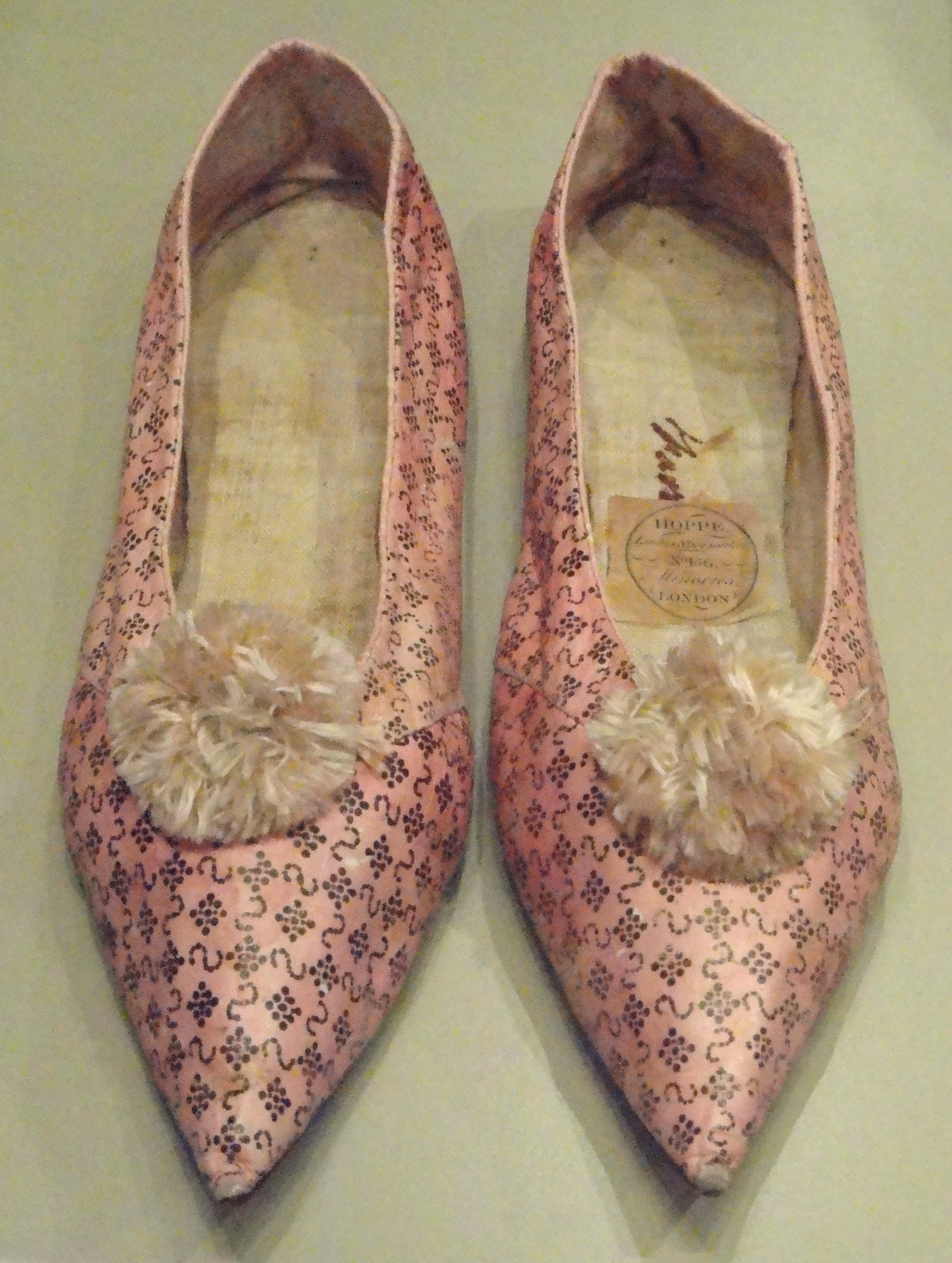
1790-1805
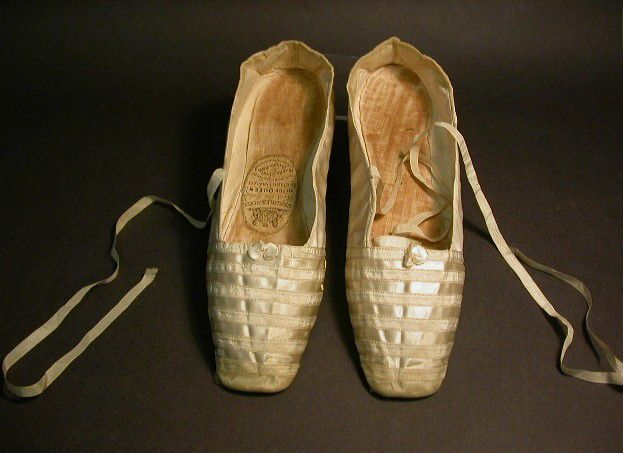
Scarpe di nozze della Regina Vittoria, 1840
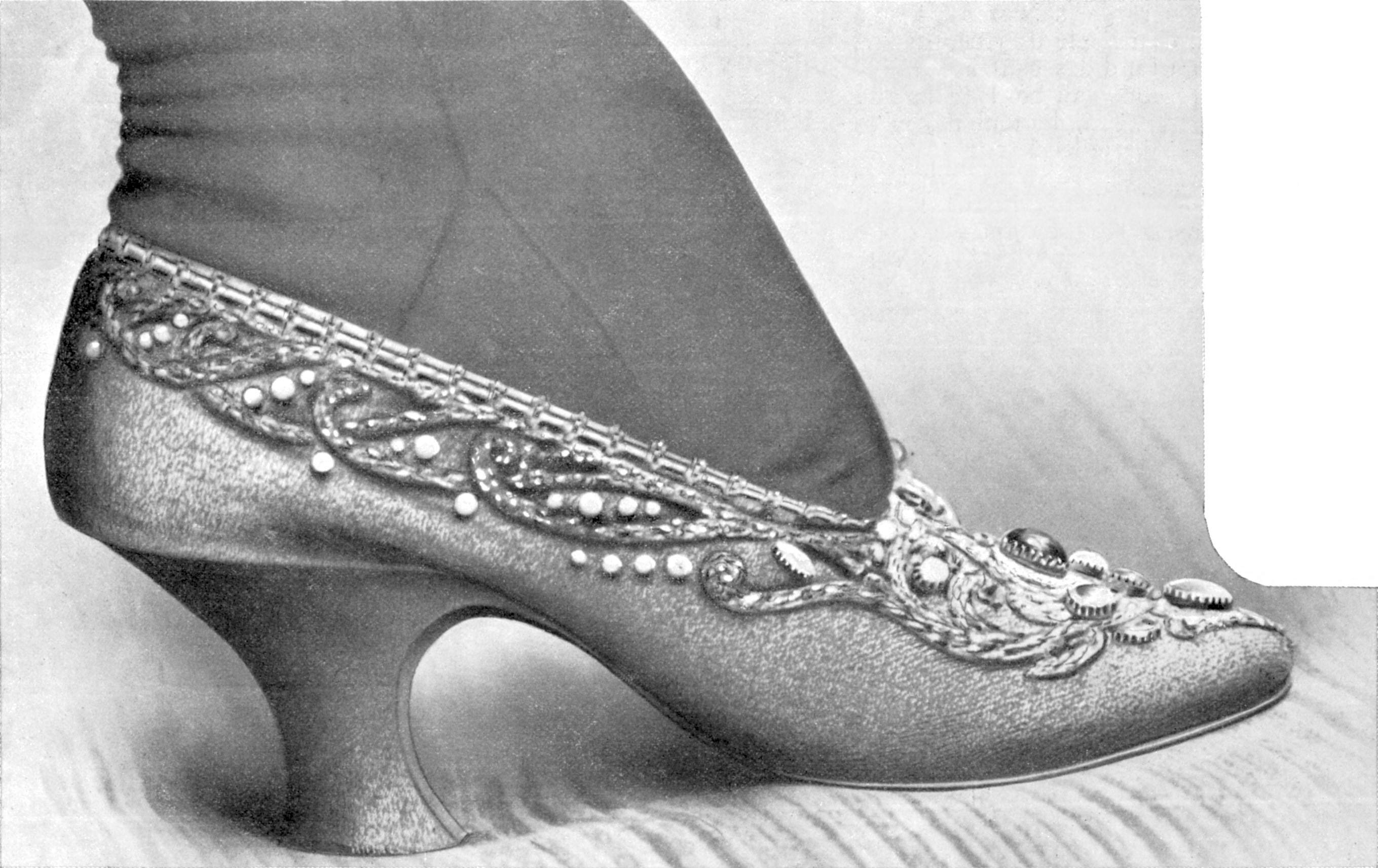
1905
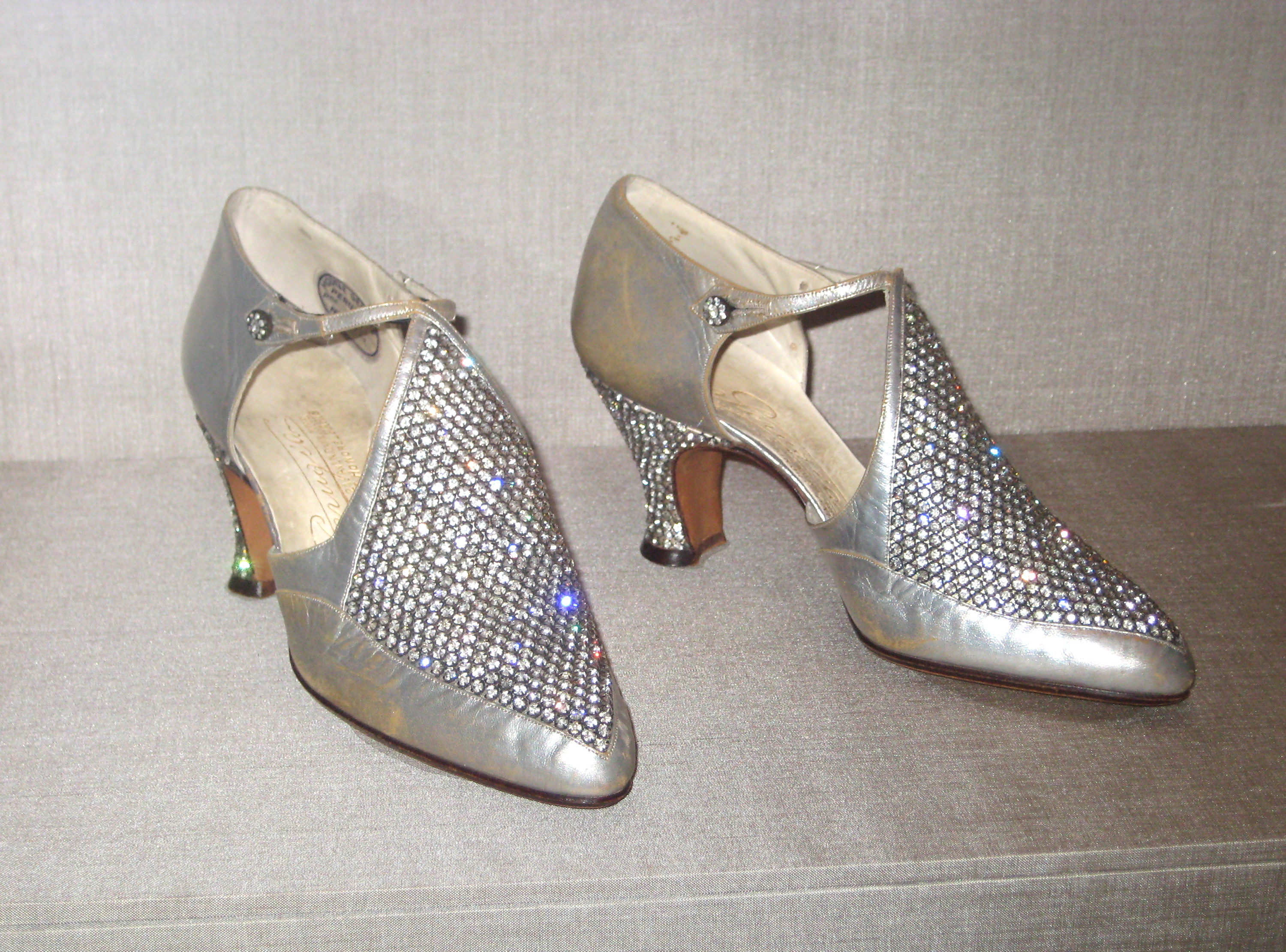
Scarpe disegnate da Paul Poiret, anni Venti
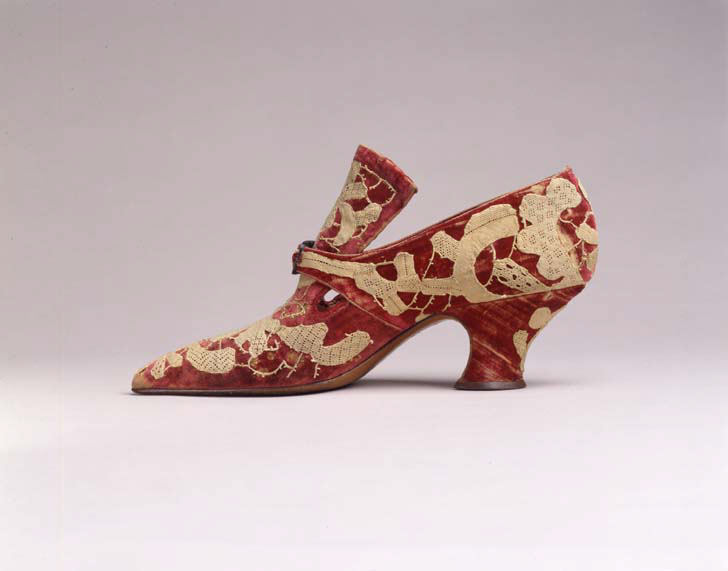
Scarpa da sera di Pietro Iantorni (1914-1919) , Metropolitan Museum of Art (MET) New York

## Utilità
La scarpa serve per vari scopi:

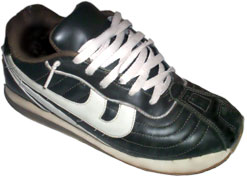
Scarpa sportiva

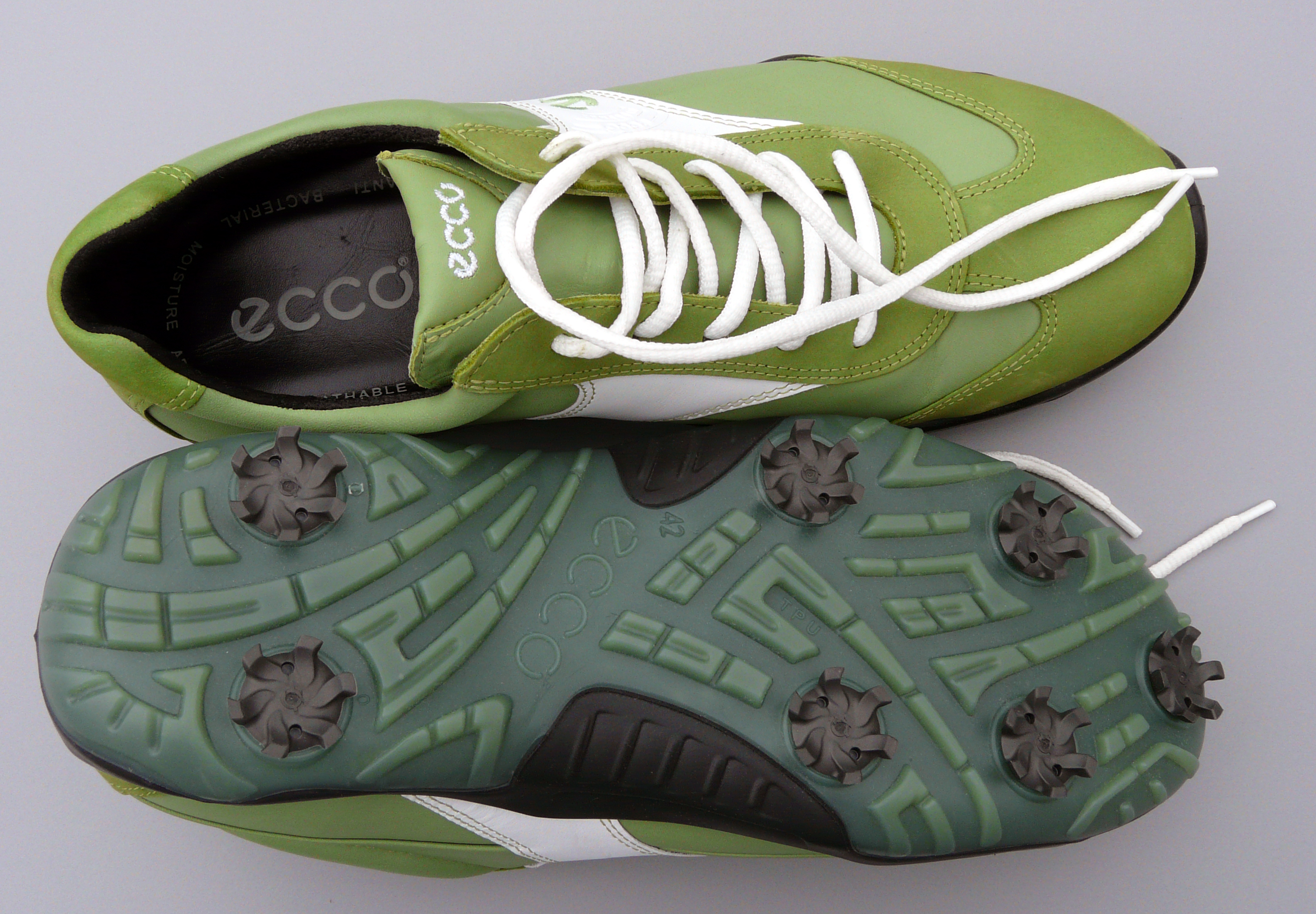
Scarpa da golf

- protezione: questa è la funzione principale, poiché la scarpa deve proteggere dal contatto diretto con il suolo e coprire il piede, mantenendo il calore in inverno;
- estetica: essa può far apparire il piede più curato ed attraente;
- funzionalità: essa può aumentare l'aderenza in particolari condizioni o permettere particolari azioni (scarpa sportiva, da lavoro, da ballo, ecc.).

## Parti

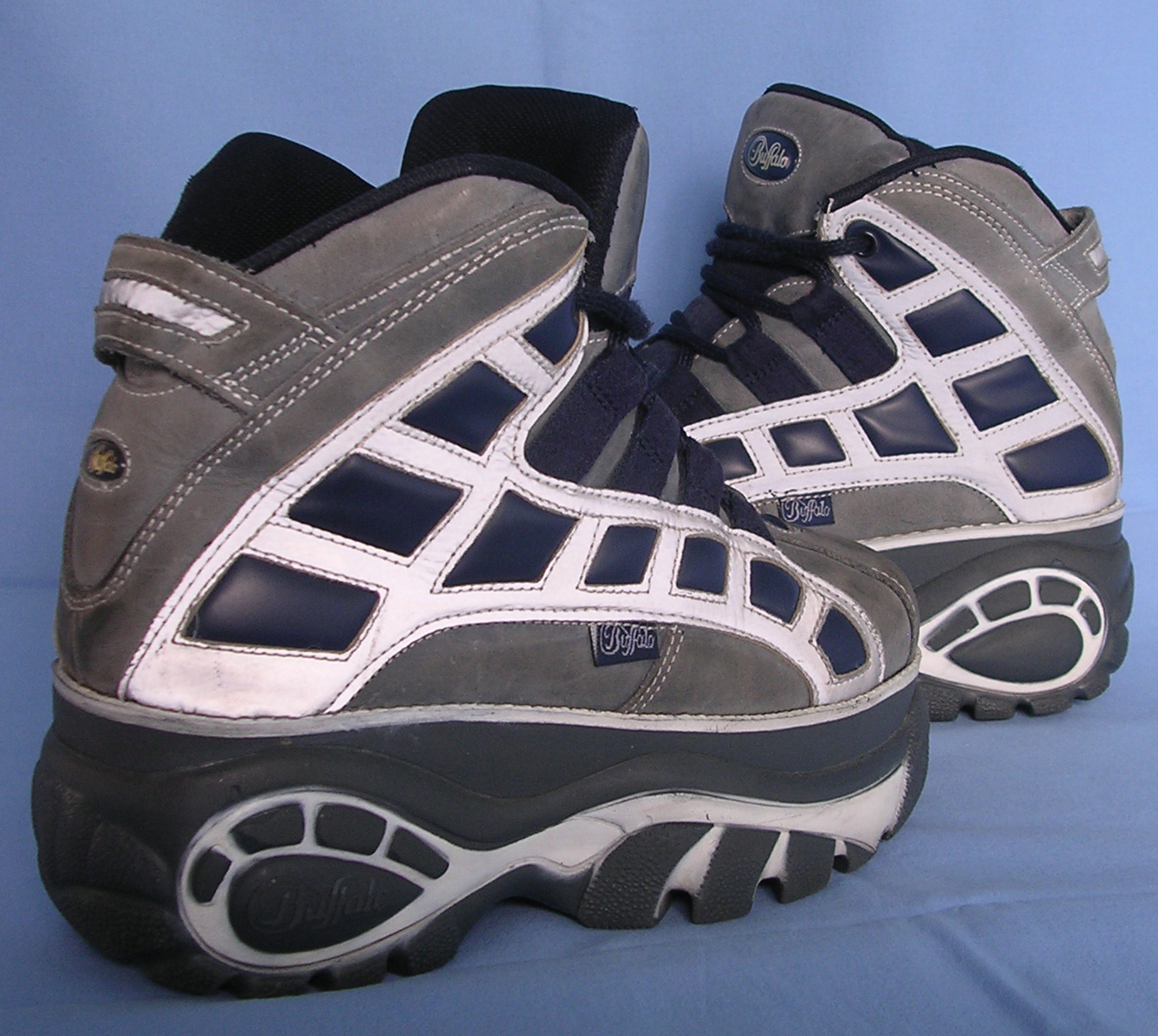
Buffalo Boots scarpe anni '90

La scarpa è formata comunemente da più parti:
- la suola, ovvero la parte a contatto con il suolo, in cuoio (pelle), gomma o plastica; questa parte della scarpa può contraddistinguere anche un determinato tipo di scarpa, la zeppa, dove l'intera suola è rialzata di diversi centimetri; oppure la suola può essere arricchita da:
  - plateau, nel caso la scarpa sia munita di tacco alto;
  - tacco: un rialzo presente sotto la suola, a livello del tallone;
- la soletta, cioè la parte interna, che fa da intercapedine tra la suola e la tomaia;
- la tomaia, parte che copre il piede, la quale può avere diversi ornamenti o diverse colorazioni.
- il contrafforte è un rinforzo messo nella parte posteriore della scarpa per non farla deformare, di solito in plastica dura
- la fodera è la parte di tessuto etc.. che ricopre l'interno scarpa
- il puntale è uno spessore aggiuntivo che copre e protegge le dita del piede, tipico della scarpa antifortunistica o da trekking
- nella scarpa si può mettere un plantare, una soletta igienica estraibile

## Misure

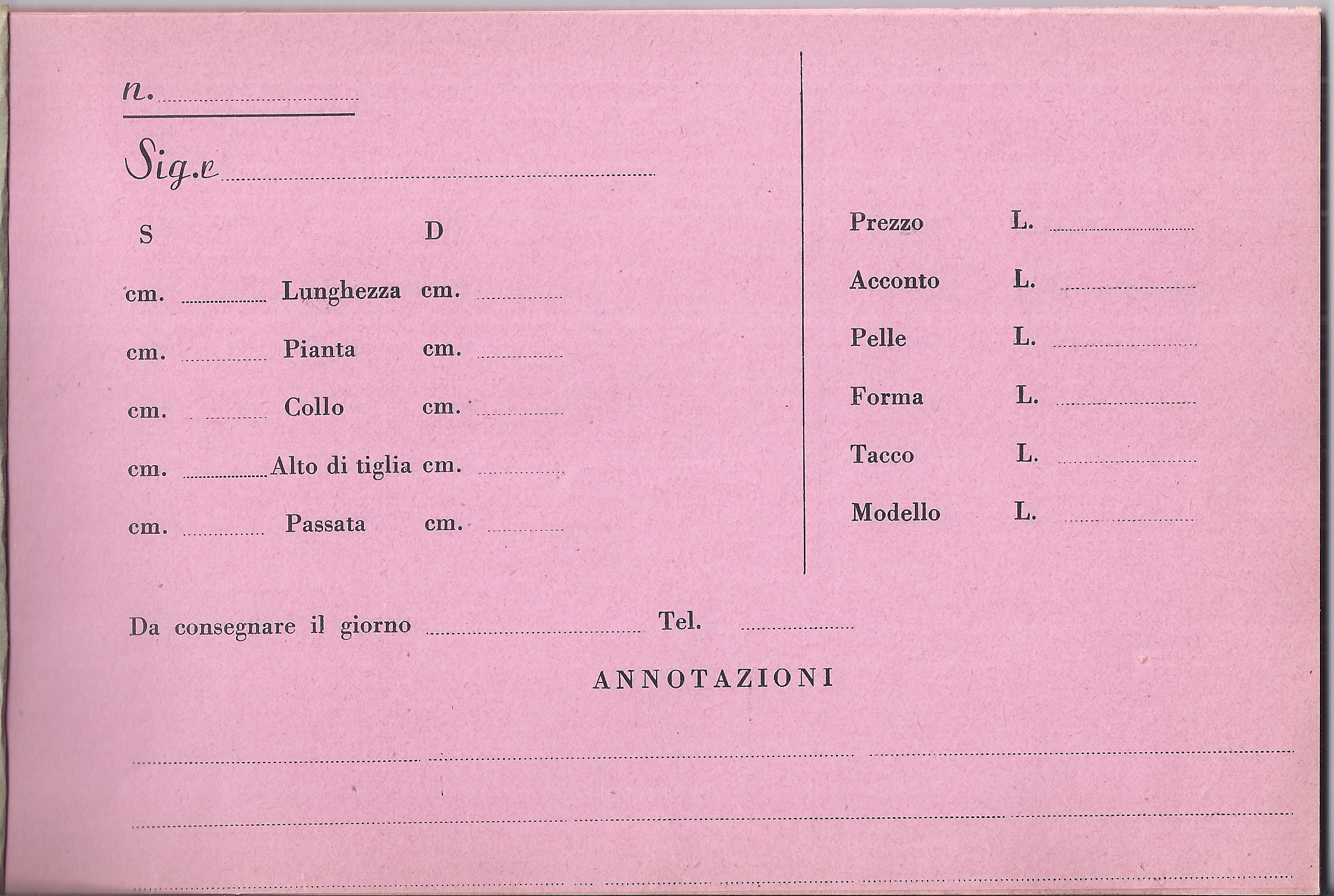
Modello dati per la realizzazione di scarpe Anni '60

La scarpa può essere misurata in vari modi:
- Punto francese o Europea: il punto francese è equivalente a 2/3 di centimetro;
- Koreana: è un tipo di scala lineare molto semplice, in cui la misura è riportata in mm (millimetri);
- Statunitense e canadese: si usa una scala non proporzionale a quella Europea e le taglie maschili sono più piccole di una misura e mezza, rispetto a quelle femminili;
- Australiana: la scala è uguale a quella americana e anche qui si hanno due misure diverse tra maschi e femmine; in essa, la misura femminile è più grande di quella maschile, inoltre la taglia femminile coincide con la taglia maschile Americana;
- Inglese: questa misura utilizza la stessa scala delle precedenti, con misure diverse tra uomo e donna; in essa, la misura maschile è di mezza taglia più grande della femminile e coincide con la misura maschile australiana.